# Stephan Hugo Winters
Stephan Hugo Winters (* 25. Februar 1963 in Düren) ist ein deutscher politischer Beamter. Er war von 2008 bis 2010 Staatsrat in der Freien und Hansestadt Hamburg.

## Leben und Beruf
Nach dem 1982 in Düren abgelegten Abitur und dem Zivildienst studierte Winters ab 1984 Volkswirtschaftslehre in Münster und Hamburg und schloss 1990 als Diplom-Volkswirt ab. Danach war er bis 1994 wissenschaftlicher Angestellter am International Tax Institute der Universität Hamburg. 1995 wurde er mit einer Arbeit über die Gesetzliche Pflegeversicherung in den Niederlanden zum Dr. rer. pol. promoviert.
Bereits ab 1993 und damit parallel zu seiner Promotionszeit war Winters als Referent für Haushaltspolitik und Verwaltungsreform für die GAL-Fraktion der Hamburgischen Bürgerschaft tätig. 1997 wechselte er ins Finanzministerium Sachsen-Anhalts und wurde dort Referent im Ministerbüro. 1998 kehrte er nach Hamburg zurück und war bis 2000 in der Senatskanzlei und als Büroleiter der Zweiten Bürgermeisterin beschäftigt. Im Anschluss übernahm er die Leitung des Referats Hochschulmedizin in der Behörde für Wissenschaft und Forschung. Von 2006 bis zu seiner Ernennung zum Staatsrat war Winters am Universitätsklinikum Hamburg-Eppendorf Geschäftsführer der Medizinischen Fakultät.
Von Mai 2008 bis November 2010 war Winters Staatsrat für die Bereiche Bau, Verkehr und Stadtentwicklung in der von Anja Hajduk (GAL) geführten Behörde für Stadtentwicklung und Umwelt.
Von 2011 bis 2013 leitete er die Haushaltsabteilung der Freien Hansestadt Bremen, von 2014 bis 2018 war er für die Gesellschaft für Internationale Zusammenarbeit im Programm Good Financial Governance in Africa mit Sitz in Pretoria, Südafrika tätig. Seit 2019 arbeitet Winters als Berater mit den Schwerpunkten Public Finance und Internationale Zusammenarbeit bei der WINS Global Consult GmbH, Berlin.  
Stephan Hugo Winters ist verheiratet und hat zwei erwachsene Kinder.